# 金椿
金椿（15世紀—16世紀），字伯齡，浙江紹興府山阴县人，民籍，明朝政治人物。

## 生平
嘉靖四年（1516年）乙酉科浙江鄉試舉人，五年（1526年）联捷丙戌科三甲一百八十二名進士，歷官永州府通判，二十四年升任工部郎中，管理龍江船廠，寻升广东琼州知府。

## 引用
1. ↑  《嘉靖十九年湖廣鄉試録》：受卷官：永州府通判金椿，伯龄，浙江山阴县人，丙戌進士。
2. ↑  《龙江船厂志卷之三》：金椿，浙江山阴人，嘉靖丙戌进士，二十四年升任，寻升广东琼州知府。